# Peter Mayer (Bildhauer)
Peter Mayer (* 8. Oktober 1938 in Schwandorf; † 11. Januar 2009 ebenda) war ein deutscher Künstler. Für ihn stand bei all seinem Schaffen das Thema „Mensch und Tier“ im Mittelpunkt. Mit Vorliebe arbeitete er mit Keramik, Terrakotta und Bronze. Zahlreiche seiner Werke befinden sich, vor allem im Oberpfälzer Raum, an öffentlichen Plätzen, in Kirchen oder Sammlungen.

## Leben
Peter Mayer war das mittlere von drei Kindern. Seine Eltern hatten eine Bäckerei in Schwandorf, die im Zweiten Weltkrieg vollständig zerbombt und wieder aufgebaut wurde. Früh entdeckte Peter Mayer sein Interesse an Malerei und Gestaltung. Mit 15 Jahren begann er eine Ausbildung an der staatlichen Keramikschule in Landshut, die er 1958 als Keramikmeister abschloss. Anschließend wechselte er an die Akademie der Bildenden Künste München. Hier erwarb er 1964 das Diplom und studierte unter anderen bei Anton Hiller, Georg Brenninger, Franz Eska und Heinrich Kirchner. Ab 1964 arbeitete er als freischaffender Bildhauer in Schwandorf. Mit seiner Ehefrau Renate Mayer hatte er drei Söhne. 1974 erhielt Peter Mayer den Kulturpreis Ostbayern.

## Werke
Die Plastiken von Peter Mayer stellen einen starken Bezug zum Mythischen und Geheimnisvollen her. Häufig wird Keramik mit Bronze kombiniert, um Vögeln, Käfern und gehörntem Getier Füße, Geweih oder antennenähnliche Fühler wachsen zu lassen.

## Ausstellungen
- 1975: I.C.S. Convention, Miami Beach
- 1976: Galerie Bürdecke, Zürich
- 1977: Kunstmesse Köln, Kunsthaus Lübeck
- 1978: Galerie Sphinx, Amsterdam
- 1984: Tassilo Galerie, Nürnberg
- 1984: Galerie im DEZ, Regensburg
- 1985: Galerie Lange Straße, Baden-Baden
- 1988: Oberpfälzer Künstlerhaus, Schwandorf
- 1992: Musee de Beaux-Arts, Libourne
- 1997: Sankt Anna-Kapelle, Passau
- 1998: Kleine Galerie, Regensburg
- 1999: Kapuziner Stadl, Deggendorf
- 2001: Grenzbegehungen, Eschlkam
- 2005: E.ON Bayern AG, Regensburg
- 2006: Oberpfälzer Künstlerhaus, Schwandorf
- 2021: Heiliggeist-Kirche, Landshut[1]